# Emerger
Emerger is een studioalbum van de Zweedse band Carptree. Het album verscheen zeven jaar na het voorgaande album Nymf. De twee leden van Carptree speelden gedurende die tijd met andere muziekgroep mee. Het album is opgenomen in hun eigen FOSFOR geluidsstudio, behalve de basgitaar- en drumpartijen die opgenomen werden in SF Machinery. Het album werd goed ontvangen binnen de niche van de progressieve rock/neoprog, maar dat was onvoldoende om het album ook maar ergens in de albumlijsten te krijgen. Het album werd uitgebracht via Reingold Records, het privé platenlabel van Jonas Reingold.

## Musici
- Niclas Flinck – zang
- Carl Westholm – toetsinstrumenten, theremin, basgitaar, gitaar, percussie, zang en programmeerwerk zoals de mellotronsamples

Met het No Future Orchestra:
- Stefan Fandén : Basgitaar, gitaar, toetsinstrumenten, bouzouki
- Ulf Edelönn: elektrische en akoestische gitaar
- Cia Backman, Ölvin Tronstad – achtergrondzang
- Jesper Skarin – slagwerk

## Muziek
| Nr. | Titel                                | Duur |
| --- | ------------------------------------ | ---- |
| 1.  | The fleeting deep                    | 7:46 |
| 2.  | Between extremes                     | 7:54 |
| 3.  | The river                            | 7:42 |
| 4.  | Ultimately lifeless                  | 6:51 |
| 5.  | Never to return and never ever leave | 5:42 |
| 6.  | Porous                               | 5:22 |
| 7.  | Immersive attention                  | 6:41 |
| 8.  | Dwindle into greatness               | 6:22 |